# Żubr Pompik
Żubr Pompik – seria książek dla dzieci autorstwa Tomasza Samojlika (który jest także ich ilustratorem), wydana przez wydawnictwo Media Rodzina. Pierwszy tom pt. „Tropy na śniegu i inne opowieści” ukazał się w 2008 roku, a w dalszych latach kolejne trzy tomy. Na podstawie książek powstał serial o tym samym tytule.

## Opis i historia serii
Pompik jest małym, ale bardzo ciekawym świata żubrem zamieszkującym Puszczę Białowieską, który żyje wraz ze swoimi rodzicami – tatą Pomrukiem, mamą Poradą oraz młodszą siostrzyczką Polinką. Seria składa się z krótkich opowiadań mających charakter edukacyjny. W ramach każdej przygody Pompik spotyka jakieś zwierzę zamieszkujące puszczę i poznaje jego obyczaje lub ma styczność z jakimś zjawiskiem przyrodniczym. W 2016 roku seria doczekała się nowych edycji czterech tomów Pompika z ilustracjami wykonanymi na nowo oraz dodatkowymi rozdziałami. Rok później zostały opublikowane pierwsze książki z nowej serii zatytułowanej „Żubr Pompik Wyprawy”, w której Pompik wraz z rodziną podróżują po Polsce, zwiedzając polskie parki narodowe (seria również wydana przez Media Rodzina).

## Książki

### Seria „Żubr Pompik”
- Tropy na śniegu i inne opowieści. (2008, nowa edycja w 2016)
- Zapachy wiosny i inne opowieści. (2009, nowa edycja w 2016)
- Letni Zmierzch i inne opowieści. (2011, nowa edycja w 2016)
- Kolory Jesieni i inne opowieści. (2012, nowa edycja w 2016)
- Polinka zaginęła (2019)
- Czego szukasz, Pompiku? (2020)

### Seria „Żubr Pompik – Wyprawy”
1. Tajemnica rzeki (2017) Narwiański Park Narodowy
2. Bagienny łoś (2017) Biebrzański Park Narodowy
3. Plan bobra (2017) Wigierski Park Narodowy
4. Rodzina borsuków (2018) Kampinoski Park Narodowy
5. Najstraszniejszy drapieżnik (2018) Park Narodowy „Bory Tucholskie”
6. Zachłanna mewa (2018) Słowiński Park Narodowy
7. Dumny bielik (2018) Woliński Park Narodowy
8. Ptasie stado (2018) Park Narodowy „Ujście Warty”
9. Zwinna wydra (2018) Drawieński Park Narodowy
10. Dziarskie puszczyki (2019) Wielkopolski Park Narodowy
11. Wodospad muflona (2019) Karkonoski Park Narodowy
12. Skalny labirynt (2019) Park Narodowy Gór Stołowych
13. Żubrza góra (2019) Babiogórski Park Narodowy
14. Jaskinia nietoperza (2019) Ojcowski Park Narodowy
15. Nieśmiała salamandra (2019) Gorczański Park Narodowy
16. Skok Kozicy (2020) Tatrzański Park Narodowy
17. Cenna gąsienica (2020) Pieniński Park Narodowy
18. Milczenie orlika (2020) Magurski Park Narodowy
19. Kryjówka rysia (2020) Bieszczadzki Park Narodowy
20. Wytrwały konik (2021) Roztoczański Park Narodowy
21. Poroże jelenia (2021) Świętokrzyski Park Narodowy
22. Taniec żurawi (w przygotowaniu) Poleski Park Narodowy
23. Wszędzie dobrze, ale w puszczy najlepiej (w przygotowaniu) Białowieski Park Narodowy

## Pompik w innych mediach
W roku 2017 Pompik doczekał się adaptacji w postaci serialu animowanego Żubr Pompik produkcji studia EGoFilm. Serial emitowanym jest na kanale TVP ABC. W rolach głównych wystąpili Antoni Pawlicki (jako Pompik), Wiktor Zborowski (Pomruk), Agnieszka Kunikowska (Porada) oraz Joanna Pach (Polnika). Tomasz Samojlik osobiście pracował przy scenariuszach, zaś głównym reżyserem serii jest Wiesław Zięba. Serial jest także dostępny na VOD.
Lista odcinków:
1. Duże i małe
2. Liście
3. Śnieżyca
4. Smutek
5. Tropy na śniegu
6. Zapach wiosny
7. Smaki
8. Barwy ochronne
9. Apetyt Ryjówki
10. Dziki dzik

W tym samym roku ukazała się także gra planszowa wyprodukowana przez Egmont Polska.